# Hohenbünstorf

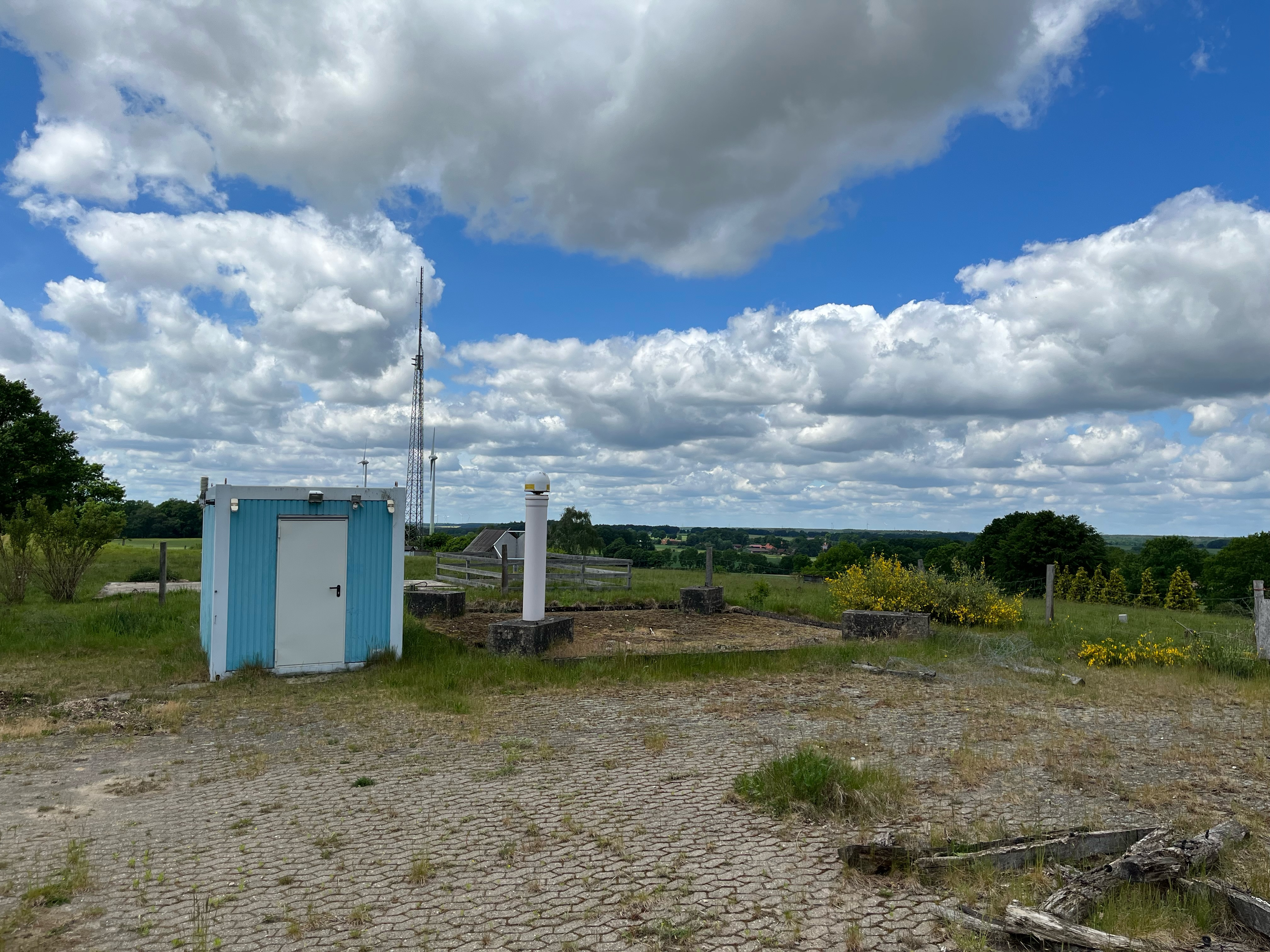
Eschenberg Hohenbünstorf mit Geodätischem Festpunkt und GNSS-Empfangsanlage

Hohenbünstorf, am Rand der Lüneburger Heide, ist ein ca. 150 Einwohner großer Ortsteil von Natendorf; es gehört zur Samtgemeinde Bevensen-Ebstorf im Landkreis Uelzen, Niedersachsen. Bekannt ist das Haufendorf Hohenbünstorf durch die ehemaligen Radarstation auf dem Eschenberg. Der Eschenberg ist ein Teil des Endmoränenzugs zwischen Wessenstedt und Hohenbünstorf; er ist mit 109 m über N.N. der höchste Punkt in der Umgebung. Die Radarstation, die als Reporting Post (NATO-Rufzeichen: UNITY) in den Flugmelde- und Leitdienst der Deutschen Bundeswehr eingebunden war, wurde von 1964 bis 1974 betrieben. Für den Betrieb zuständig war das Fernmelde-Regiment 34 mit dem Standort Faßberg. Nach einer Weiternutzung für militärische Zwecke ging das Gelände um die Jahrtausendwende in die zivile Nutzung über. Heute befindet sich auf einem Teil des Geländes ein Geodätischer Festpunkt des Landesamtes für Geoinformation und Landesvermessung Niedersachsen. Inzwischen gibt es Pläne zur Errichtung einer Photovoltaik-Freianlage auf einer 2,6 ha großen Teilfläche.
Hohenbünstorf hat eine lebendige Dorfgemeinschaft, in der einige Veranstaltungen durchgeführt werden. Die Feuerwehr veranstaltet Osterfeuer, Bürgerfrühstück, Traditionswettkampf, Laternenumzug und Weihnachtsmarkt. Das jährliche Schützenfest wird von Bürgern für Bürger ausgerichtet und ist kein Schützenverein wie in der Region üblich. Hier kann jeder am Preisschießen teilnehmen. Auch auf die Königsscheibe kann ab 18 Jahren geschossen werden.
In Hohenbünstorf wirtschaften noch drei landwirtschaftliche Betriebe im Haupterwerb, die restlichen Betriebe sind Nebenerwerbsbetriebe. Zwei landwirtschaftliche Betriebe betreiben kleine Hofläden, in denen landwirtschaftliche Erzeugnisse verkauft werden. Ebenfalls in Hohenbünstorf ist das Gasthaus Wilhelms zu finden. Das Gasthaus mit einer über 100-jährigen Tradition ist eines der letzten in der Region. Abgerundet wird das gastwirtschaftliche Angebot durch das Haus im Grünen, welches für kleine Festlichkeiten gedacht ist. Auch im Ort zu finden ist das Heiz- und Sanitärtechnikunternehmen Piwoda, welches 1999 gegründet wurde. und der Bodenleger und Raumausstatter Meyer.
Im Ort finden sich drei Gebäude, die als Denkmal geschützt sind. Zwei Wohn-/Wirtschaftsgebäude und eine Scheune.